# Dark Age of Camelot
Dark Age of Camelot (DAoC) — трёхмерная многопользовательская онлайновая игра в средневековом антураже. Включает в себя как возможность игры против монстров, управляемых искусственным интеллектом («PvE»), так и войны между королевствами («realm versus realm», RvR). Объявление о начале разработки Dark Age of Camelot было сделано в конце 1999 года. Игра была выпущена в октябре 2001 года.
Игрок может действовать в одиночку или объединяться в боевые группы с другими людьми, что позволяет добиться больших успехов в битвах с монстрами и сражениях между королевствами. RvR, когда появляется возможность вступать в бой с другими персонажами, управляемыми живыми игроками, разрешается только в ограниченном числе зон. Там бои варьируются от массовых баталий до битв один на один. Путём убийства персонажей противника игроки получают «пойнты» (баллы), которые используются для закупки дополнительных возможностей. Участие в RvR является добровольным.
PvE-режим направлен на уничтожение монстров, похождения по подземельям и исследование мира. Убивая монстров, персонажи получают опыт и растут в уровнях, что в свою очередь даёт новые боевые навыки и способности. 50-й уровень является максимальным.

## Интерфейс
Персонажем можно управлять с помощью мыши или клавиатуры, либо и тем и другим одновременно. Существуют «Quickbars» — быстрые слоты, которые можно настроить для заклинаний, ближних и дальних видов оружия и макросов.

## Мир
Dark Age of Camelot предлагает игрокам сделать выбор между тремя «реалмами» (королевствами) на
выбор: Альбион, Хиберния и Мидгард. Альбион заимствован из легенд о короле Артуре и включает такие известные области, как Стоунхендж. Игрок, выбирающий королевство Альбион, получает возможность играть персонажами рас и классов не придуманных создателями игры, а взятых из реальной европейской истории и мифологии.
Хиберния создана на основе кельтского фольклора. Ландшафт её включает в себя пышные зелёные холмы, типичные для Ирландии. Хибернские расы и классы в основном были с нуля придуманы создателями игры.
Мидгард основан на скандинавской мифологии. Его ландшафт включает туманные фьорды и
сосновые леса.

## Расы и классы

### Расы в игре
- Альбион: Avalonian, Briton, Half-Ogre, Highlander, Inconnu, Saracen, Korazh.
- Хиберния: Celt, Elf, Firbolg, Lurikeen, Shar, Sylvan, Graoch.
- Мидгард: Dwarf, Frostalf, Kobold, Norseman, Troll, Valkyn, Deifrang.

### Классы
Классы, несмотря на многочисленность, делятся на типичные для онлайновых RPG типы: Воинов «танков», «дэмидж дилеров» магов, уворачивающихся от ударов воров/лучников («stealth-классы») и лекарей. Гибридные классы, которые сочетают в себе навыки нескольких типов, также существуют во всех королевствах. Классы сбалансированы для RvR, а не для прямого противостояния с аналогичным по функциям персонажем другого королевства.
- Альбион: Armsman, Cabalist, Cleric, Friar, Heretic, Infiltrator, Mauler, Mercenary, Minstrel, Necromancer, Paladin, Reaver, Scout, Sorcerer, Theurgist, Wizard.
- Хиберния: Animist, Bainshee, Bard, Blademaster, Champion, Druid, Eldritch, Enchanter, Hero, Mauler, Mentalist, Nightshade, Ranger, Warden, Valewalker, Vampiir.
- Мидгард: Berserker, Bonedancer, Healer, Hunter, Mauler, Runemaster, Savage, Shadowblade, Shaman, Skald, Spiritmaster, Thane, Valkyrie, Warlock, Warrior.

«Танкующие» классы практически не могут заниматься нанесением урона, однако, они носят тяжелую броню и способны управлять толпой монстров (crowd control). Воины ближнего боя делятся на «тяжёлых» и «лёгких» танков. «Тяжёлые танки» (Armsman, Hero, Warrior) носят тяжёлые доспехи и специализируются либо на нанесении огромных повреждений двуручным орудием, либо на сочетании одноручного оружия и щита. «Лёгкие танки» (Blademaster, Berserker, Mercenary, Savage) наносят больший урон и могут носить среднюю броню.
Маги («кастеры») наносят самый большой урон в игре, но имеют малое количество жизней и низкую броню, поэтому беззащитны в ближнем бою. Их заклинания могут быть легко прерваны, и они часто являются главной мишенью в RvR. Хотя большинство классов имеют возможность колдовать, «чистыми кастерами» считают классы: Animist, Bainshee, Bonedancer, Cabalist, Eldritch, Enchanter, Mentalist, Necromancer, Runemaster, Sorcerer, Spiritmaster, Theurge, Warlock, Wizard.
Stealth-классы способны становиться невидимыми, что даёт преимущества в разведке перед RVR, и позволяет выбирать, когда и кого атаковать. Эти персонажи делятся на подклассы лучников и убийц. Менестрель считается гибридным классом, но может принимать на себя и slealth-функции. Однако основными stealth-классами являются Hunter, Infiltrator, Nightshade, Ranger, Scout, Shadowblade.
Лекари занимаются лечением и повышением боевой эффективности членов группы. Хотя несколько гибридных классов могут использовать лечебные заклинания, главными классам исцеления являются: Clerics, Druids, Healers, Bards, and Shamans.
Гибриды, сочетающие множество функций, это: Champions, Friars, Heretics, Maulers, Minstrels, Paladins, Reavers, Skalds, Thanes, Valewalkers, Valkyries, Wardens, Vampiirs.

### Другие способности
Многие сильные боевые способности доступны через пойнты (баллы), получаемые путём убийства игроков в RvR. Способности могут варьироваться от полного самовосстановления в бою до сверхбыстрого чтения заклинаний в течение короткого времени. Чем чаще персонаж зарабатывает баллы и поднимает свой ранг, тем сложнее получать новые очки, но в бою разница между высоким и низким рангом игрока может быть огромной, даже когда они имеют равный уровень и обмундирование.
Расширение игры «The Trials of Atlantis» также добавило дополнительные способности, которые можно приобрести путём прохождения длинной серии квестов.

## Типы серверов
- Нормальный — основные серверы для игры с ограничением PvP по зонам.
- Классический — для игроков, не приобретших дополнение «The Trials of Atlantis», в котором в PvE регионах были умения и предметы из Trials of Atlantis.
- PVP — свободные битвы между игроками почти во всех областях.
- Кооперативный — игра с усложнёнными RvR-зонами.
- Тестовый
- Оригинальный — игра в первозданном виде 2001—2002 года, практически без нововведений. Находится на стадии разработки.

## Realm versus realm
Суть игры Dark Age of Camelot состоит в битвах между королевствами. Сюжет её вращается вокруг того, что происходит в вымышленном мире после смерти короля Артура. Альбион, Хиберния и Мидгард находятся в состоянии постоянной войны против друга. Они пытаются захватить контроль над мощными реликвиями, замками и башнями.

## Расширения и дополнения
Компания Mythic выпустила семь дополнений (5 платных, 2 бесплатных) для DAoC. В европейские версии этих дополнений иногда включаются новые квесты для жителей различных королевств.

### Shrouded Isles
| Сводный рейтинг | Сводный рейтинг |
| Агрегатор       | Оценка          |
| --------------- | --------------- |
| GameRankings    | 84,07 %         |

Дополнение вышло 12 ноября 2002 года. Было добавлено 6 новых классов (Necromancer, Reaver; Savage, Bonedancer; Valewalker, Animist), 3 расы (Inconnu, Valkyn, Sylvan) и новые территории для каждого королевства, включая подземелья. Сейчас этот пакет доступен бесплатно.

### Foundations
Бесплатный патч, вышедший 18 июня 2003 года. Игроки смогли покупать жильё, создавать собственные магазины и торговать с их помощью.

### Trials of Atlantis
| Сводный рейтинг | Сводный рейтинг |
| Агрегатор       | Оценка          |
| --------------- | --------------- |
| GameRankings    | 75,50 %         |

Дополнение вышло 28 октября 2003 года. Было добавлено 3 новых расы (Half-ogre, Frostalf, Shar) и территории с монстрами повышенной сложности, а также обновлённую графику. Этот пакет дополнения теперь можно загрузить бесплатно.

### New Frontiers
Изменение системы «realm versus realm». Это бесплатное дополнение вышло 22 июня 2004 года. Также были переделаны замки, добавлены башни и несколько видов осадных орудий.

### Catacombs
| Сводный рейтинг | Сводный рейтинг |
| Агрегатор       | Оценка          |
| --------------- | --------------- |
| GameRankings    | 85,55 %         |

Дополнение вышло 7 декабря 2004 года. Было добавлено 5 новых классов (Heretic; Vampiir, Bainshee; Warlock, Valkyrie), подземелья, новые квесты и зоны для более быстрой прокачки персонажа. Была обновлена графическая модель персонажей и подземелий. Это дополнение может быть загружено бесплатно.

### Darkness Rising
Дополнение вышло 11 октября 2005 года (в Европе — 1 февраля 2006 года). Включены новые виды мощного оружия и брони для высокоуровневых игроков, лошади, добавлены способности для некоторых классов, новые подземелия и квесты, обновлены графические модели мелких деталей игрового мира (сараи, стога сена, форты, текстуры в городах). Компания Mythic представила новый остров Аграмон (Agramon), связывающий три королевства.

### Labyrinth of the Minotaur
Дополнение вышло 5 ноября 2006 года. Новые возможности включают расу минотавра, новый гибрид-класс (Mauler), новое подземелье Labyrinth («Лабиринт») — крупнейшее в истории Камелота.

### New Frontiers
Этот патч вышел 5 сентября 2007 года. Произошли значительные изменения в планировке замков и башен, была модернизирована осада замков.

## Экономика
На игровом рынке Dark Age of Camelot можно продавать и приобретать различные предметы, оружие и доспехи. Игроки получают валюту за бои в RvR, PvE, с помощью специальных способностей («Tradeskills») или путём перепродажи других товаров. «Убитые» игроки и монстры после смерти выкидывают некоторое количество монет, которые либо попадают автоматически в рюкзак победителя, либо могут быть собраны вручную. Игроки могут собственноручно изготавливать оружие и доспехи с помощью способностей «Tradeskills». Типы «Tradeskills» включают: armorcraft (тяжёлые доспехи), пошив одежды (лёгкой брони), weaponcraft (мечи, щиты), fletching (шесты, луки, стрелы), алхимия (яды, краски), и spellcrafting (творение заклинаний). Алхимия и spellcrafting также позволяют магических зачаровать доспехи и оружие, улучшив их.
Любой персонаж с достаточным количеством денег может купить дом.

## Гильдии
Гильдии дают социальные, экономические и военные преимущества игроку. У каждой гильдии есть свой собственный чат-канал, рейтинговая игровая система, территория, которую можно закрепить за гильдией, гильдийская банковская система, жильё, эмблема и система поощрения в виде гильдийских баллов. Лидеры гильдий могут приглашать новых членов, выступать в союзы и так далее.

## Абонентская база
Сразу после выхода Dark Age of Camelot количество подписчиков быстро выросло почти до 250 тыс., но к 2003 году стало снижаться. К январю 2003 года количество абонентов достигло примерно 210 тыс. После выпуска первого дополнения количество игроков снова возросло и к ноябрю 2003 года остановилось на отметке 250 тыс. Оно оставалось на этом уровне до октября 2004 года. На январь 2008 года число абонентов находилось в районе 50 тыс.

## Оценки
| Сводный рейтинг | Сводный рейтинг |
| Агрегатор       | Оценка          |
| --------------- | --------------- |
| GameRankings    | 88,08 %         |